# Salix sitchensis
Salix sitchensis — вид квіткових рослин із родини вербових (Salicaceae).

## Морфологічна характеристика
Це дерево чи кущ 1–8 метрів, (іноді утворює клони дробленням стебла). Гілки (іноді дуже крихкі біля основи), жовто-коричневі чи червоно-коричневі, не сизі, голі чи волосисті; гілочки жовто-бурі, сіро-бурі чи червоно-бурі, щільно коротко-шовковисті, оксамитові чи ворсинчасті. Листки на ніжках 3–13(16) мм; найбільша листкова пластина еліптична, вузько-загнута, прямо- чи обернено-яйцеподібна, 1–70–120 × 17–48 мм; краї злегка загорнуті чи плоскі, сильно закручені проксимально, цілі чи неправильно зазубрені; абаксіальна (низ) поверхня не помітно сірувата, (прикрита волосками), густо коротко-шовковиста, шерстиста чи шовковисто-шерстиста; адаксіальна поверхня злегка блискуча (іноді тьмяна і сірувата), ворсиста чи помірно густо коротко-шовковиста; молода пластинка зелена, густо-довго-шовковиста чи шерстиста абаксіально, (рідко шовковисто-повстиста адаксіально), волоски білі. Сережки квітнуть безпосередньо перед або під час появи листя: тичинкові (17)22–54 × 8–15 мм, маточкові 25–73 (115 у плодах) × 5–15 мм. Коробочка 3.5–5.6 мм. 2n = 38. Цвітіння: початок квітня — середина червня (березень у Каліфорнії).

## Середовище проживання
Канада (Британська Колумбія); США (Вашингтон, Орегон, Монтана, Айдахо, Каліфорнія, Аляска). Населяє припливні болота та болота, прибережні смуги туману та миси, піщані дюни, джерела, галечні русла струмків та дельти, льодовикові морени, лавинні сліди, сухі каньйони, галявини та узлісся; 0–1800 метрів.

## Використання
Рослина збирається з дикої природи для місцевого використання як їжа, ліки та джерело матеріалів. Його висаджують уздовж річок і озер з метою стабілізації берегів.